# 阿布扎哈
拿督斯里阿布扎哈（1939年9月14日—2013年7月12日），马来西亚政治人物，曾于1997年5月23日至1999年12月2日任马六甲首席部长。此外，他还曾担任马六甲州议会议长。2013年7月12日，因肾病并发症去世，享年74岁。

## 早年生平
阿布扎哈出生于1939年9月14日，他在万里茂马来语中学接受早期教育，然后在马六甲丁宜中学继续中学学习。

## 政治生涯
阿布扎哈于1986年8月首次参加全国大选，之后以2,439的多数票击败回教党候选人拉希米巴尼，赢得双溪兰拜州议席。
1997年5月23日，他取代因脑中风而去世的莫哈末阿都干尼出任马六甲第八任首席部长。同年9月，随同首相马哈迪·莫哈末出访蒙古及吉尔吉斯斯坦。1999年大选，阿布扎哈以10,685的多数票击败了回教党候选人慕加希，赢得野新国会议席。同年12月2日，转任内政部议会秘书，而马六甲首席部长职由莫哈末阿里鲁斯旦接替。2004年3月，卸下内政部议会秘书。

## 个人生活
他的女儿为演员凯蒂拉，于2021年至2023年担任马六甲州议会副议长，同时也是甲州首名女性副议长。